# 센다이시 교통국

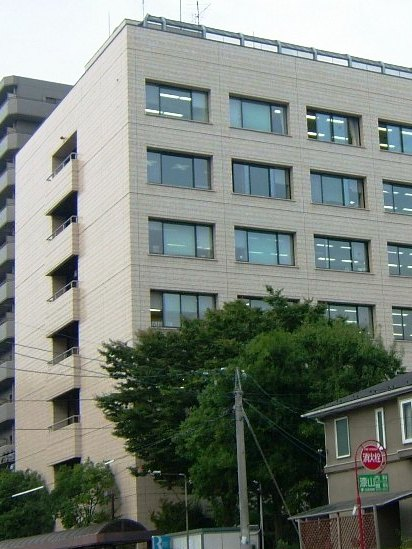
센다이 시 교통국 건물

센다이 시 교통국(일본어: 仙台市交通局 센다이시코쓰쿄쿠[*], Sendai City Transportation Bureau)는 미야기현 센다이시에서 교통 사업 등을 실시하는 지방 공기업이다.

## 사업
- 센다이 시영 버스
- 센다이 시 지하철
- 센다이 시영 전차 (과거)